# Sweet Tooth: Az agancsos fiú
A Sweet Tooth: Az agancsos fiú (eredeti cím: Sweet Tooth) 2021 és 2024 között vetített amerikai fantasy drámasorozat, amelyet Jim Mickle alkotott, Jeff Lemire Sweet Tooth című képregénye alapján. A főbb szerepekben Nonso Anozie, Christian Convery, Adeel Akhtar, Stefania LaVie Owen és Dania Ramírez látható.
Az első évadot Amerikában és Magyarországon 2021. június 4-én mutatta be a Netflix. A második évad 2023. április 27-én jelent meg a Netflixen. Az utolsó évad 2024. június 6-án  mutatták be.

## Ismertető
Tíz évvel ezelőtt bekövetkezett a "Nagy Összeomlás", a társadalom összeomlása a Betegség (vagy H5G9 vírus) néven ismert vírusos járvány miatt, amely a világ emberi lakosságának nagy részét kiirtotta. Az összeomlás kezdetétől kezdve a hibrid csecsemők a normálisak, állati testrészekkel és egyéb jellemzőkkel.
Nem tudni, hogy a hibridek a vírus okozói vagy következményei, sok ember fél tőlük és vadászik rájuk. Gus, a részben szarvashibrid, a vadonban él apjával, akit "Pupa"-nak hív. Pubba meghal a betegségben, amikor Gus kilenc éves, Gus felfedez egy dobozt, amelyet apja egy fa alatt ásott el, és amely az összeomlás előtti időkből származó kellékeket tartalmaz, de ami még fontosabb, egy fényképet az anyjáról, amelyre a "Colorado" szó van írva.
Gus csalódottságában véletlenül tüzet gyújt, ami jelzi a vadászoknak, akik megpróbálják megölni őt. Megmenti őt Tommy Jepperd, egy magányos utazó, akit szintén a tűz vonz. Jepperd megpróbálja otthagyni Gust, de a fiú ragaszkodik hozzá, hogy elkísérje őt Coloradoba, hogy megtalálja az anyját.

## Szereplők

### Főszereplők
| Szereplők        | Színész                    | Magyar hang             | Leírás |
| ---------------- | -------------------------- | ----------------------- | --- |
| Tommy Jepperd    | Nonso Anozie               | Bognár Tamás            | Utazó és korábbi hibridvadász, aki megmenti Gust az orvvadászoktól, és elkíséri őt az anyja keresésére vezető úton. A H5G9 vírus kitörése előtt híres profi focista volt. |
| Gus              | Christian Convery          | Gáll Dávid              | Naiv 10 éves félig ember, félig szarvas fiú, aki meg akarja találni az anyját. |
| Gus              | James Brolin (idős)        | Barbinek Péter          | Naiv 10 éves félig ember, félig szarvas fiú, aki meg akarja találni az anyját. |
| Dr. Aditya Singh | Adeel Akhtar               | Vida Péter              | Orvos, aki kétségbeesetten keresi a H5G9 vírus okozta betegség ellenszerét, hogy meggyógyíthassa fertőzött feleségét, Ranit. |
| Medve            | Stefania LaVie Owen        | Ruszkai Szonja          | Az állat hadsereg vezetője és alapítója, aki megmenti a hibrideket. Később kiderül, hogy a neve Rebecca "Becky" Walker. |
| Aimee Eden       | Dania Ramírez              | Nemes Takách Kata       | Egykori terapeuta, aki egy biztonságos menedéket hoz létre hibrideknek. |
| Rani Singh       | Aliza Vellani              | Bognár Anna             | Dr. Aditya Singh felesége, aki beteg. |
| Pupa             | Will Forte                 | Görög László            | Gus apja, aki egy eldugott faházban nevelte fel a Yellowstone Nemzeti Parkban, hogy megvédje őt a hibrideket gyűlölő külvilágtól. Később kiderül, hogy a neve Richard Fox, és gondnok volt a Fort Smith Laboratóriumban a colorado-i Goss Grove-ban.                              |
| Wendy            | Naledi Murray              | Dolmány-Bogdányi Korina | Aimee örökbefogadott hibrid lánya, aki félig disznó, félig ember. Aimee gyakran "Malacfarok"-ként emlegeti. Medve nevelőszüleinek biológiai lánya. |
| Abbot tábornok   | Neil Sandilands            | Epres Attila            | Az utolsó emberek vezetője, aki hibridekre vadászik. Később kiderül, hogy a keresztneve Douglas. |
| Johnny Abbot     | Marlon Williams            |                         | Abbot tábornok öccse. |
| Finn Fox         | Yonas Kibreab              |                         | Hibrid, aki félig róka, félig ember. |
| Teddy Turtle     | Christopher Sean Cooper Jr |                         | Hibrid, aki félig teknős, félig ember. |
| Birdie           | Amy Seimetz                | Kovács Patrícia         | Nő, akiről Gus azt feltételezi, hogy az anyja. Később kiderül, hogy a nő neve Gertrude Miller, aki a Fort Smith Labs genetikusa volt a nagy összeomlás előtt. A nő átadja Gust Pupának, hogy megvédje őt, mert tudta, hogy a világ előbb-utóbb vadászni fog Gusra és a fajtájára. |
| Helen Zhang      | Rosalind Chao              | Dóka Andrea             | Hadúr és a hármak tagja. Rosie és Ginger édesanyja is. |
| Rosie Zhang      | Kelly Marie Tran           | Csuha Borbála           | Helen lánya, Ginger húga, és négy félfarkas hibrid anyja, aki Gust üldözi. |
| Ginger Zhang     | Amy Seimetz                | Magyar Viktória         | Helen lánya, Rosie nővére, és egy újszülött fél-fóka hibrid anyja. |
| Siana            | Cara Gee                   | Tarr Judit              | Birdie barátja, aki egy alaszkai előőrsön dolgozik. |
| Nuka             | Ayazhan Dalabayeva         | Schmidt Karolina        | Siana lánya, aki félig ember, félig sarki róka. |

### Mellékszereplők
| Szereplők       | Színész      | Magyar hang        | Leírás |
| --------------- | ------------ | ------------------ | --- |
| Dr. Gladys Bell | Sarah Peirse | Menszátor Magdolna | Orvos, aki rákban haldoklik, és Dr. Singhre bízza a betegség gyógymódjának megtalálását célzó kutatásait. Később kiderül, hogy nem rákos, de Abbot tábornok legnagyobb megdöbbenésére nem hajlandó folytatni a kutatását. Ez ahhoz vezet, hogy Abbot mérgezéssel kivégezteti Bellt. |

### Magyar változat
- Magyar szöveg: Petőcz István
- Hangmérnök: Halas Péter
- Vágó: Wünsch Attila (1–2. évad), Pilipár Éva (3. évad)
- Gyártásvezető: Vigvári Ágnes
- Szinkronrendező: Szalay Csongor
- Produkciós vezető: Jávor Barbara (1. évad), Gaál Zsuzsanna (2–3. évad)

A szinkront a Direct Dub Studios készítette.

## Évados áttekintés
| Évad | Évad | Epizódok | Eredeti sugárzás  | Eredeti sugárzás  | Magyar sugárzás   | Magyar sugárzás   |
| Évad | Évad | Epizódok | Évadpremier       | Évadfinálé        | Évadpremier       | Évadfinálé        |
| ---- | ---- | -------- | ----------------- | ----------------- | ----------------- | ----------------- |
|      | 1    | 8        | 2021. június 4.   | 2021. június 4.   | 2021. június 4.   | 2021. június 4.   |
|      | 2    | 8        | 2023. április 27. | 2023. április 27. | 2023. április 27. | 2023. április 27. |
|      | 3    | 8        | 2024. június 6.   | 2024. június 6.   | 2024. június 6.   | 2024. június 6.   |

## Epizódok

### 1. évad (2021)
| Sor. | Év. | Cím                                                       | Rendező          | Író                             | Premier         |
| ---- | --- | --------------------------------------------------------- | ---------------- | ------------------------------- | --------------- |
| 1.   | 1.  | Az erdő mélyéről (Out of the Deep Woods)                  | Jim Mickle       | Jim Mickle                      | 2021. június 4. |
| 2.   | 2.  | Bocs a sok hulláért (Sorry About All the Dead People)     | Jim Mickle       | Jim Mickle és Beth Schwartz     | 2021. június 4. |
| 3.   | 3.  | Csak semmi állatság (Weird Deer S**t)                     | Alexis Ostrander | Michael R. Perry                | 2021. június 4. |
| 4.   | 4.  | Titkos összetevő (Secret Sauce)                           | Toa Fraser       | Justin Boyd és Haley Harris     | 2021. június 4. |
| 5.   | 5.  | Mit rejt a fagyasztó? (What's in the Freezer?)            | Robyn Grace      | Christina Ham                   | 2021. június 4. |
| 6.   | 6.  | Ismeretlen veszély a vonaton (Stranger Danger on a Train) | Jim Mickle       | Noah Griffith és Daniel Stewart | 2021. június 4. |
| 7.   | 7.  | Pupa és Rigó (When Pubba Met Birdie)                      | Toa Fraser       | Beth Schwartz                   | 2021. június 4. |
| 8.   | 8.  | Óriás (Big Man)                                           | Jim Mickle       | Jim Mickle                      | 2021. június 4. |

### 2. évad (2023)
| Sor. | Év. | Cím                                                           | Rendező      | Író                                                  | Premier           |
| ---- | --- | ------------------------------------------------------------- | ------------ | ---------------------------------------------------- | ----------------- |
| 9.   | 1.  | Fogságban (In Captivity)                                      | Jim Mickle   | Jim Mickle                                           | 2023. április 27. |
| 10.  | 2.  | Az erdő mélyébe (Into the Deep Woods)                         | Toa Fraser   | Carly Woodworth                                      | 2023. április 27. |
| 11.  | 3.  | A tyúk vagy a tojás? (Chicken or Egg?)                        | Carol Banker | Oanh Ly                                              | 2023. április 27. |
| 12.  | 4.  | Galád (Bad Man)                                               | Robyn Grace  | Noah Griffith, Daniel Stewart és Zaike LaPorte Airey | 2023. április 27. |
| 13.  | 5.  | Kerül, amibe kerül (What It Takes)                            | Ciaran Foy   | Bo Yeon Kim és Erika Lippoldt                        | 2023. április 27. |
| 14.  | 6.  | Így kezdődött, ide jutottunk (How It Started, How It's Going) | Toa Fraser   | Noah Griffith és Daniel Stewart                      | 2023. április 27. |
| 15.  | 7.  | Megtalállak (I'll Find You)                                   | Robyn Grace  | Oanh Ly és Carly Woodworth                           | 2023. április 27. |
| 16.  | 8.  | Az Utolsók balladája (The Ballad of the Last Men)             | Carol Banker | Jim Mickle, Bo Yeon Kim és Erika Lippoldt            | 2023. április 27. |

### 3. évad (2024)
| Sor. | Év. | Cím                                                                 | Rendező     | Író                                             | Premier         |
| ---- | --- | ------------------------------------------------------------------- | ----------- | ----------------------------------------------- | --------------- |
| 17.  | 1.  | Minden ott ér véget, ahol kezdődött (The Beginning Is also the End) | Toa Fraser  | Noah Griffith és Daniel Stewart                 | 2024. június 6. |
| 18.  | 2.  | Szerencsére vidéki fiú vagyok (Thank God I'm a Country Boy)         | Toa Fraser  | Zaike LaPorte Airey                             | 2024. június 6. |
| 19.  | 3.  | A falka (The Pack)                                                  | Robyn Grace | Carly Woodworth                                 | 2024. június 6. |
| 20.  | 4.  | A tengeren túl (Beyond the Sea)                                     | Robyn Grace | Kseniya Melnik, Noah Griffith és Daniel Stewart | 2024. június 6. |
| 21.  | 5.  | Az áruló szív (The Tail-Tale Heart)                                 | Ciaran Foy  | Oanh Ly és Daniel G. King                       | 2024. június 6. |
| 22.  | 6.  | Itt szörnyek élnek (Here, There Be Monsters)                        | Ciaran Foy  | Bo Yeon Kim és Erika Lippoldt                   | 2024. június 6. |
| 23.  | 7.  | Az út itt véget ér (The Road Ends Here)                             | Jim Mickle  | Noah Griffith és Daniel Stewart                 | 2024. június 6. |
| 24.  | 8.  | Az áruló szív (This Is a Story)                                     | Jim Mickle  | Jim Mickle                                      | 2024. június 6. |

## A sorozat készítése
2018. november 16-án jelentették be, hogy a Hulu próbaepizód megrendelést adott a képregénysorozat lehetséges televíziós sorozatadaptációjára. A próbaepizódot várhatóan Jim Mickle írja és rendezi majd, aki Robert Downey Jr., Susan Downey, Amanda Burrell és Linda Moran mellett a produceri feladatokat is ellátja. 2020. április 9-én bejelentették, hogy a sorozat átkerült a Huluról a Netflixre. 2020. május 12-én a Netflix berendelte a produkciónak az elsőévadját, Evan Moore producerként csatlakozott a sorozathoz, Beth Schwartz pedig Mickle mellett íróként és vezető producerként.
Lemire elismerte, hogy a sorozat könnyedebb hangvételű, mint a képregénysorozat, és kijelentette, hogy ő és Mickle azt akarták, hogy a sorozat új perspektívát adjon a poszt-apokaliptikus műfajnak, miután úgy vélték, hogy az eredeti képregény megjelenése óta megjelent sötét disztópikus fikciók túltelítődtek.

### Forgatás
2020 júliusában Új-Zéland engedélyt adott a sorozat forgatására, annak ellenére, hogy a koronavírus-világjárvány miatt a közelmúltban utazási korlátozások voltak érvényben. 2020. szeptember 30-án jelentették be, hogy a sorozat forgatása folytatódott, miután a koronavírus-világjárvány hónapokkal korábban leállította a gyártást, és a forgatás 2020. december közepe körül fejeződött be. 2022. június elején befejeződött a második évad forgatása. 2023 májusában jelentették, hogy a harmadik és egyben utolsó évadot már forgatják.